# X-Diaries
X-Diaries – love, sun & fun gehört zum Genre Pseudo-Doku-Soap und wurde vom Fernsehsender RTL 2 zwischen 2010 und 2015 von Montag bis Freitag um 18:00 Uhr ausgestrahlt. Vom 7. Januar 2013 bis 11. Januar 2013 wurden Wiederholungen von X-Diaries von 16.00 Uhr bis 17.00 Uhr ausgestrahlt, um Platz für das Berlin – Tag & Nacht-Spin-off Köln 50667 zu machen.
Anfang April 2013 bestätigte RTL 2 die Produktion einer fünften Staffel, die aus 80 Episoden besteht. Anfang März 2014 gab RTL 2 die Verlängerung um eine sechste Staffel bekannt, ein genauer Umfang der Episodenanzahl wurde nicht festgelegt.
Da es sich um eine Pseudo-Doku-Soap handelt, sind die dargestellten Handlungen nur gespielt. Die Darsteller handeln weder nach einem festen Drehbuch, noch gibt es eine Dialogregie. Die Darsteller improvisieren ihre Handlungen und Dialoge.

## Handlung
Themen der Sendung sind Urlaubsgeschichten von Cliquen, Familien und Paaren, die in vom Badetourismus geprägten Urlaubsregionen wie Mallorca, der Costa Brava, der Italienischen Adria, dem Goldstrand (Slatni pjasazi) und Ibiza ihren Sommerurlaub verbringen und dabei von einem Kamerateam begleitet werden. In jeweils fünf Episoden werden vier Urlaubsgeschichten erzählt, welche immer die ganze Woche behandelt werden. Jede neue Woche werden vier neue Geschichten behandelt. Wie es für Sendungen dieses Genres typisch ist, entstehen dabei häufig Konflikte, sowohl innerhalb als auch zwischen den jeweiligen Freundeskreisen. Grund für diese Konflikte sind meist unterschiedliche Ansichten bezüglich der Promiskuität der Cliquenmitglieder. Die hektische Kamera – geführt im Stil einer Dokumentation – unterstützt dabei die oft spontan auftretenden Auseinandersetzungen in ihrer Intensität. Die Konflikte lösen sich jedoch genretypisch weitgehend zum Ende der Sendung auf und die Protagonisten treten ihren Heimweg an.
Bestimmte Themen in verschiedenen Episoden ähneln oder wiederholen sich stetig. Beispiele hierfür wären Beziehungskrisen, Freundesstreit oder Partnertausch.

## Konzept
Das Konzept derartiger Sendungen besteht darin, beim Zuschauer den Eindruck einer Doku-Soap zu erwecken, obwohl alle Handlungen nach einem vorgeschriebenen Drehbuch ablaufen. Mittel zur Verwirklichung dieses Konzeptes sind:
- Einblendungen von interviewähnlichen Kommentaren der Darsteller zu Episodeninhalten.
- Simulation natürlicher Dialoge durch Zulassen von Versprechern, Sprechpausen oder Durcheinanderreden.

## Ausstrahlung
| Logo | Sender | Uhrzeit                        |
|      | RTL II | Montag – Freitag 16:00 – 17:00 |

## Episoden
- Episoden 1–5: Der Junggesellenabschied; Hausfrau auf Abwegen; Luxus-Blondinen; Erste Liebe
- Episoden 6–10: Wer bekommt die meisten Frauen?; Kontrollsüchtiger Vater; Liebe oder Familie?; Gefährliches Foto-Shooting
- Episoden 11–15: Familienvater verführt die Verlobte seines Sohnes; 18-Jährige trifft zum ersten Mal ihren Vater; Mutter stürzt mit dem Freund der Tochter ab; Mrs. Robinson
- Episoden 16–20: 40-Jährige macht Liebesurlaub; Junge Mutter wird betrogen; Kellnerin fällt auf Schürzenjäger rein; In der Liebe ist alles erlaubt
- Episoden 21–25: 14-Jährige gibt Vollgas; Sex mit der Ex; Camping-Krieg; Mangelnder Respekt
- Episoden 26–30: Ukrainische Austauschschülerin treibt Mutter in den Wahnsinn; Vier Friseurinnen auf großer Fahrt; 30 Tage ohne Sex; Liebesurlaub mit der Schwiegermutter?
- Episoden 31–35: Alte Liebe rostet nicht; Peinlicher Papa; Verliebt in die Schwiegermutter; Tochter auf Abwegen
- Episoden 36–40: Partnertausch mit Folgen; Muttersöhnchen auf großer Fahrt; Intriganter Teenie; Falsche Eifersucht
- Episoden 41–45: Hochzeit mit Hindernissen; Verliebt in die Freundin des Freundes; Scharf auf den Lehrer; Schwanger mit 17
- Episoden 46–50: Jungfrau (18), weiblich, sucht…; Freundschaft oder Frau?; Ehemann im Gefühlschaos; Meine Stiefmutter ist Gogo-Tänzerin
- Episoden 51–55: Mutter vs. Freundin; Drum prüfe, wer sich ewig bindet; Ein Doppelleben unter Palmen; Karrierefrauen auf Männerfang

## Rezeption

### Kritik
X-Diaries erhielt durchweg schlechte Kritiken:

„…beim Baggern, beim Biertrinken und beim Bettentesten. […] Das eröffnet dem Sender die Chance, die Schamgrenze noch weiter nach unten zu verschieben. So kann er ‚Familien im Brennpunkt‘ zeigen, wie man sie noch nie im Fernsehen zu sehen bekam. […] Der Sender braucht dafür weder richtige Schauspieler noch echte Knallchargen, die bereit wären, sich für ‚’nen Huni‘ beim Gang zum Vaterschaftstest filmen zu lassen. […] ‚Dokunovela‘, so nennt der Sender seine ‚X-Diaries‘, einen Hybriden, der die Dramatik einer Soap Opera mit der Authentizität einer Doku-Soap verbinden soll. […] kann man den Mangel an Ideen für originelle und spannende Geschichten natürlich auch schönreden. RTL II hieße nicht RTL II, wenn es sich der Sender leisten könnte, der Versuchung zu widerstehen, das Klischee des birkenstocktragenden Ballermanntouristen und Busengrabschers zu zementieren. Jedes Publikum bekommt das Programm, das es verdient. So gesehen macht es tatsächlich keinen Unterschied, ob der Sender für viel Geld ausgebildete Schauspieler an Urlaubsorte wie Ibiza, Mallorca oder Rimini fliegt, oder ob er exhibitionistisch veranlagte Laiendarsteller wie Melanie für den sprichwörtlichen ‚Appel und ’nen Ei‘ eine neue Plattform verschafft. […] ‚Er will unterhalten werden.‘ Diesen Anspruch lösen die ‚X-Diaries‘ tatsächlich ein – und das auf einem Niveau, das das Niveau solcher Daily Soaps wie ‚Marienhof‘ oder ‚Gute Zeiten, schlechte Zeiten‘ nicht wesentlich unterschreitet […] Kritiker mit dem Hang zum Kulturpessimismus haben der Vorabendunterhaltung deshalb schon den Untergang prophezeit. Statt in ihren Chor einzustimmen, wollen wir diese Form der Fast-Food-Unterhaltung ausnahmsweise mal ganz nüchtern betrachten. In den besten Momenten merkt der Zuschauer tatsächlich kaum, dass ihn RTL II für doof verkauft…“

„Es dauert zehn Sekunden, dann ist der erste Busen nackt zu sehen […] Es folgen weitere Oberweiten, und zwar viele […] Diese […] verschwurbelt RTL2 auf Ibiza zu einer Urlaubsgeschichte. Die wäre wirklich bitter genug, hätte der Sender nur die üblichen Randdebilen gefunden, die blöd genug sind, sich vor laufender Kamera lächerlich zu machen. Wo der eine Junggeselle vor sich hin brabbelt, wie er an einem Abend ‚fünf Frauen wegflanken kann‘. Wo die eine Blutjunge den Freund zu Hause lässt, aber schon in der ersten Urlaubsnacht mit einem spanischen Drogendealer mal eben in die Dünen verschwindet, damit neben dem kulturellen Austausch nur ja der Austausch von Körperflüssigkeiten nicht zu kurz kommt. […] Das wirklich Schlimme an diesem ‚X-Diaries‘-Format: Das Fernsehen macht sich nicht einmal mehr die Mühe, die echten Deppen zu finden. Man verschreibt sich einer, so heißt das tatsächlich, ‚Scripted Reality‘ und lässt Billig-Lohnkräfte der Schauspielerei die Deppen darstellen. Das macht diese ‚geschriebene Wirklichkeit‘ ungefähr so wahr wie den Betriebsausflug eines bayerischen Bauerntheaters auf die Bühne des Ohnsorg-Theaters. Auch nur im Ansatz wirkliches Fernsehen, es ist im echten Fernsehen längst schon überholt.“

„… War es die Intention der Autoren gewesen, diese Story eher im Bereich Comedy anzusiedeln, dann hätte genau das auch im Spiel umgesetzt werden müssen […] Vielleicht haben das auch die Macher gemerkt – relativ schnell versucht man hier den Zuschauer mit nackten Brüsten bei Laune zu halten. Eine Entwicklung der Charaktere ist im Übrigen bei beiden Geschichten während der ersten 50 Sendeminuten nicht festzustellen […] Dass der Zuschauer zudem ausnahmsweise nicht von der ersten Szene an weiß, worauf die Schreiber hinauswollten, ist eine angenehme Abwechslung […] Flache Dialoge lassen sich aber auch hier nicht ganz ausschließen […] ernst nehmen sollte man das Format aber nicht […] Manche Storys nerven im Piloten bereits nach zehn Minuten…“

„…und Fremdschämen steht ganz oben auf dem Programm […] Es gibt viele weitere fragwürdige Persönlichkeiten, die die Zuschauer während der Sendung begleiten […] Die TV-Show ‚X-Diaries‘ ist der lustigste RTL II-Trash des Sommers“

„…Die vermeintliche Erfolgsformel von X-Diaries verbirgt sich schon im Titelzusatz der Serie: ‚Love, sun & fun.‘ Mit Liebe, Sonne und Spaß soll das Sommerloch bei RTL2 einfach und kostengünstig gestopft werden […] Fans von Trash-TV, Voyeurismus und einer Runde Fremdschämens kommen wohl auf ihre Kosten…“

„…wird schon kräftig auf Erotik und Fremdschämen gesetzt […] schon nach den ersten Minuten werden nackte Brüste gezeigt und es geht nur noch um das Thema Jungs aufreißen […] Das ganze könnte amüsant, spannend und bestens zum Fremdschämen geeignet sein, wenn RTL2 wenigstens ein paar Idioten gefunden hätte, die sich tatsächlich vor der Kamera lächerlich machen. Aber leider wurden für die Rollen Laiendarsteller genommen, die Storys rund um den Urlaub frei erfunden, Dialoge vorgegeben und somit der Reiz an der Sendung genommen…“

### Jugendschutz
Im Oktober 2010 kündigte die Hessische Landesanstalt für Presse und neue Medien (LPR) Hessen an, die Sendung ab November vorab aus jugendschutzrechtlichen Gesichtspunkten zu prüfen. Auch die Freiwillige Selbstkontrolle Fernsehen (FSF) beanstandete einzelne Episoden von X-Diaries, sodass diese künftig nicht mehr tagsüber im Fernsehen gezeigt werden dürfen.
Des Weiteren kritisierte die Kommission für Jugendmedienschutz (KJM) das Format. So heißt es: „im zweiten Quartal 2011 stellte die KJM eine Entwicklungsbeeinträchtigung für unter 16-Jährige (Sendezeitgrenze 22 bis 6 Uhr) in 11 ‚X-Diaries‘-Fällen fest. Eine Entwicklungsbeeinträchtigung für unter 12-Jährige (Sendezeitgrenze 20 bis 6 Uhr) stellte die KJM in 20 ‚X-Diaries‘-Fällen fest. Die Entwicklungsbeeinträchtigung begründete die KJM jeweils vor allem mit der aufdringliche Darstellung der Themen Sex und Alkohol und der derb-zotigen Sprachwahl. Aufgrund der für Heranwachsende nicht zu erkennenden Fiktionalität der Sendung ist eine sozialethische Desorientierung für unter 16-Jährige oder für unter 12-Jährige zu befürchten.“
Im dritten Quartalsbericht der KJM heißt es: „Wie bereits im zweiten Quartal (vgl. KJM-Pressemitteilung vom 25. Juli 2011) wurden auch im dritten Quartal des Jahres Rundfunk-Verstöße für die RTL-2-Sendung ‚X-Diaries – love, sun & fun‘ festgestellt. (…) Entwicklungsbeeinträchtigung für unter 16-Jährige (Sendezeitgrenze 22 bis 6 Uhr) stellte die KJM nun nochmals in sechs ‚X-Diaries‘-Fällen fest, und in weiteren zehn ‚X-Diaries‘-Fällen eine Entwicklungsbeeinträchtigung für unter 12-Jährige (Sendezeitgrenze 20 bis 6 Uhr). Die Entwicklungsbeeinträchtigung begründete die KJM jeweils vor allem mit der aufdringlichen Darstellung der Themen Sex und Alkohol und der derbzotigen Sprachwahl. Aufgrund der für Heranwachsende nicht zu erkennenden Fiktionalität der Sendung ist eine sozialethische Desorientierung für unter 16-Jährige oder für unter 12-Jährige zu befürchten.“

### Einschaltquoten
X-Diaries erreicht durchschnittlich 0,53 Mio. Menschen in der werberelevanten Zielgruppe der 14- bis 49-jährigen Zuschauer, was 6,8 Prozent Marktanteil entspricht und somit über dem Senderschnitt von RTL 2 liegt. Beim Gesamtpublikum liegt man mit durchschnittlich 0,76 Mio. Zuschauern und 3,5 Prozent Marktanteil leicht unter dem Schnitt des Grünwalder Senders.

## Trivia
Die polnische Version heißt „Pamiętniki z wakacji“, zu Deutsch „Die Tagebücher aus den Sommerferien“, und wird auf dem Sender Polsat ausgestrahlt.